# Rainha Sofia (quadro)
 Rainha Sofia  - em sueco:  Drottning Sophia  - é uma pintura a óleo sobre tela do pintor sueco Anders Zorn. Concluído em 1909, o quadro representa a rainha Sofia, esposa do rei Óscar II da Suécia. Atualmente a obra está exposta no museu Prins Eugens Waldemarsudde, em Estocolmo.